# Toghril II
Toghril II (pełne imię: Rokn ad-Donja wa ad-Din Toghril-e Mohammad-e Malekszah) (ur. 1109 - zm. październik/listopad 1134) – sułtan z rodu Seldżukidów, panujący w Iraku Perskim w latach 1132 - 1134.
Był synem Mohammada Tapara (1105 - 1118). Otrzymał od swojego ojca jako nadanie ikta Sawe, Awadż i Zandżan i został oddany pod opiekę atabega Szirgira. Kiedy Mohammad Tapar zmarł w roku 1118 Szirgir został wtrącony do więzienia i jego miejsce zajął Kün-Toghdi, który pozostawał w złych stosunkach z nowym sułtanem i starszym bratem Toghrila, Mahmudem (1118 - 1131). Mahmud na początku swojego panowania musiał walczyć z najazdem swojego wuja Sandżara (1118 - 1157). Toghril wraz ze swoim atabegiem wykorzystali trudną sytuację Mahmuda i podnieśli bunt, zajmując Gilan i Dajlam oraz Kazwin. Rządząc w tym  regionie Toghril nie uznawał nad sobą władzy Mahmuda w zasadzie przez całe jego panowanie. Po tym jak Mahmud ułożył się z Sandżarem w roku 1121 Toghril wraz z Kün-Toghdim, Ilghazim (1091 - 1122) i Dubajsem (1118 - 1135) z arabskiej dynastii Mazjadydów wziął udział w kampanii przeciwko królowi Gruzji Dawidowi Budowniczemu (1089 - 1125), która zakończyła się całkowitą klęską Seldżuków pod Didgori. W tym samym roku zmarł Kün-Toghdi i relacje Toghrila ze swoim sułtańskim bratem stały się jeszcze gorsze. W tej sytuacji dał się on łatwo przekonać panującemu w Al-Hilli Dubajsowi że wspólnie będą w stanie pokonać mających siedzibę w Iraku kalifa i sułtana. W roku 1125 nowi sprzymierzeńcy połączyli siły i zaatakowali Irak, nie byli jednak w stanie utrzymać się w regionie i Mahmud ścigał ich przez Irak Perski aż do Chorasanu. Ostatecznie Toghril wraz z Dubajsem znaleźli schronienie u Sandżara, któremu naopowiadali o niezadowoleniu Mahmuda z niego i jego bliskości z kalifem. W rezultacie Sandżar w roku 1128 przybył do Reju, jednak negocjując w imieniu zbiegów porozumiał się z Mahmudem.
Po śmierci Mahmuda w roku 1131 sułtanem został obwołany jego syn Dawud (1131 - 1132), przeciwko któremu jednak natychmiast wystąpili wujowie -
Masud (1135 - 1152) i Seldżuk-szah, a także Toghril. Za tym ostatnim opowiedział się senior rodu Seldżukidów, Sandżar, który 26 maja 1132 na czele swojej armii pokonał Masuda i Seldżuk-szaha w pobliżu Hamadanu i ustanowił Toghrila sułtanem w tym mieście. W związku z rebelią Karachanidów Sandżar musiał jednak powrócić na wschód i w tej sytuacji Dawud wraz ze swoim atabegiem zaatakowali Toghrila, ponieśli jednak klęskę. Dawud uciekł do Bagdadu, gdzie przybył również Masud. Kalif Al-Mustarszid (1118 - 1135), który nie chciał silnej władzy żadnego z Seldżuków, w styczniu 1133 roku ogłosił chutbę z imionami Dawuda i Masuda, temu ostatniemu powierzając opiekę nad swoim bratankiem. W obliczu przewagi popieranego przez kalifa Masuda Toghril wycofał się i znalazł schronienie u Spahbeda Tabarestanu z dynastii Bawandydów, u którego spędził całą zimę 1132/1133. W następnym roku udało mu się ponownie zająć Hamadan, jednakże po przybyciu do miasta zachorował i zmarł w październiku/listopadzie 1134 roku. Wdowę po Toghrilu, Momenę-chatun, poślubił atabeg Ildegiz, protoplasta rodu Ildegizydów, który w roku 1161 osadził syna Toghrila Arslana (1161 - 1176) na seldżuckim tronie.